# Kamieniec (powiat aleksandrowski)
Kamieniec – wieś w Polsce położona w województwie kujawsko-pomorskim, w powiecie aleksandrowskim, w gminie Koneck.

## Podział administracyjny
W latach 1975–1998 miejscowość należała administracyjnie do województwa włocławskiego. Wieś sołecka – zobacz jednostki pomocnicze gminy Koneck w BIP.

## Zabytki
- cmentarz ewangelicko-augsburski z XIX w.